# Галерија Чедомир Крстић Пирот
| Галерија Чедомир Крстић Пирот |                                                                                              |
|                               |                                                                                              |
| Врста:                        | Државна установа                                                                             |
| Основана:                     | 7. септембар 1981.                                                                           |
| Седиште:                      | Српских владара 77 · Пирот Србија                                                            |
| Број запослених:              | 3                                                                                            |
| Директор:                     | (в.д. директора) Ратомир Костић                                                              |
| Структура:                    | - Два изложбена простора - Завичајна поставка - Документаторско одељење - Стручна библиотека |
| Веб презентација              | http://www.galerijapirot.com/                                                                |

Галерија „Чедомир Крстић“ Пирот која је као непрофитабилна установа културе основана 1981. године у оквиру Музеја Понишавља, данас  је самостална институција у култури Пирота са два изложбена простора, која се бави изложбеном образовном и издавчком делатношћу, стручном заштитом и стручном обрадом ликовног фонда, фотодокументацијом, конзервацијом, депоирањем, микрофилмовањем, архивирањем и другим стручним музеолошким активностима.

## Положај и простор
Галерија „Чедомир Крстић“ се налази у централном делу Пирота у улици Српских владара 77.
Галерија има два изложбена простора за ликовне програме простор за сталну Завичајну поставку, простора; за легате, депое, документаторског одељења, стручну библиотеку, канцеларије за кустосе и администрацију.

## Историја
Галерија је отворена 7. септембра 1981. године у згради Дома културе Пирот у оквиру Музеја Понишавља. Од 26. маја 1993. године издвојена је као самостална непрофитабилна институција у култури, града Пирота, на основу Одлуке СО Пирот о оснивању Галерије у Пироту, донете на седници одржаној 26. маја 1993. године, а на основу одлуке Управног одбора од 22. јануара 1999. године Галерија је променила назив у Галерија „Чедомир Крстић“.
Својим програмским активностима Галерија „Чедомир Крстић“ створила је платформу за формирање Музеја савремене уметности у Пироту проширењем Галерије и објеђињавањем: изложбеног простора за актуелне изложбе, простора за сталну Завичајну поставку, простора за легате, депое, документаторског одељења, стручне библиотеке, канцеларије за кустосе и администрацију. 
Преузимањем Уметничке збирке индустрије одеће „Први мај“ и увећањем легата, Фонд Галерије добио је на музеолошкој вредности.

## Активности галерије
Основни правци деловања Галерије „Чедомир Крстић“ су давање акцента тематским и студијским изложбама које комуницирају суштину збирке Галерије, потенцирање научне делатности и преношење знања путем дидактичких изложби, експанзија изложби везаних за актуелне тенденције у савременој уметности као и истраживање нових метода рада у области визуелне културе историје и теорије уметности и музеолошке праксе.
Током године Галерија организује у просеку 20 изложби уметничких дела српских и страних уметника (тематских изложби, традиционалне Годишње и Мајске изложбе уметника Пироћанаца). 

### Значајније изложбе
Значајније изложбе организоване у овом простору биле су:
| Активности       | Учесници |
| ---------------- | --- |
| Изложбе          | Марка Челебоновића, Леонида Шејке, Саве Шумановића, Надежде Петровић, Милића од Мачве, Милана Коњовића, Светомира Арсића Басаре, Косте Брадића, Љубодрага Јанковића Јалета, Чедомира Крстића, Иванке Живковић, Биљане Ракић, Милене Павловић Барили...         |
| Тематске изложбе | Портрети знаменитих личности у српском сликарству XX века, Импресионизам у Србији, Сликарство у Србији осме и девете деценије XX века, Плава линија трајања, Октобарски салон, „Ризница Старе цркве” поводом обележавања 180 година Храма Рождества Христовог. |

Изложбе прате стручне публикације у виду каталога као и остале активности: медијско представљање, предавања и стручна документација: херамотека, фототека, видеотека, фонотека, документација о протеклим изложбама са пропратним материјалом.

## Фонд Галерије „Чедомир Крстић“
Фонд Галерије чине дела аутора који су имали своје самосталне изложбе у Галерији, легати, поклоњена и дела добијена путем откупа.
Легати
Фонд Галерије садржи три легата са сликама академских сликара родом из Пирота: 
- Легат Чедомира Крстића (по коме и носи назив институција),
- Легат Радомира Антића
- Легат Милене Мијалковић Николић
- Уметничке збирке „Првог маја“

Ликовни фонд
Ликовни фонд чине збирке слика, графика, скулптура, уникатне керамике, фотографија, плаката и предмета примењене уметности, у различитим техникама и различитим медијима.

## Радно време
Радним данима
- Пре подне: 8 — 14 часова
- По подне: 15 — 21 сат и 16 – 22 часова

Суботом
- Пре подне: 10 — 13 часова